# Högskolan Dalarna
Högskolan Dalarna är en svensk statlig högskola med campus i Falun och Borlänge. Högskolan har över 17 000 studenter och 750 anställda.
Högskolan Dalarna erbjuder över 65 program och 1 000 kurser inom åtta olika intresseområden. Många program och kurser erbjuds som distansutbildningar.

## Historik
Högskolan Dalarna vilar på en tradition av utbildning sedan 1800-talet. Bergsskolan, den första tekniska högre utbildningen i Sverige, startade sin verksamhet 1822. Det första småskoleseminariet i landet ordnades av dåvarande skolprästen i Stora Tuna 1864 och Kopparbergs Läns Landstings sjuksköterskeskola startade 1894.
I samband med Högskolereformen 1977 grundades högskolan i Falun/Borlänge. 1996 bytte högskolan namn till nuvarande Högskolan Dalarna. 

## Campus

### Campus Borlänge
2024 flyttade högskolan in på Campus Borlänge och blev Sveriges nyaste campus beläget mitt i centrum. På campuset samlas utbildning och forskning inom data och it, turism, samhälle, ekonomi och teknik.  Campuset inrymer förutom föreläsningssalar, Kunskapstrappa, bibliotek och café även tekniklabb, nätverkslabb och ett Maker space. 

### Campus Falun
Campus Falun är ett av Högskolan Dalarnas två huvudcampus, beläget i Lugnetområdet i Falun. Campuset ligger i direkt anslutning till Lugnet, en av Europas mest kompletta idrottsanläggningar, vilket erbjuder studenter tillgång till omfattande idrotts- och fritidsfaciliteter.
Campuset är hemvist för utbildningar inom områdena vård, humaniora, språk, idrott och lärarutbildning. Bland de största utbildningsprogrammen finns Sjuksköterskeprogrammet, Socionomprogrammet, Grundlärarprogrammet samt utbildningar inom idrottsvetenskap. 
På campus Falun finns föreläsningssalar, bibliotek, café och studieplatser. 2014 invigdes det nya högskolebiblioteket som samma år mottog pris i World Architecture Festival som världens bästa högskolebyggnad.
På Campus Falun finns Kliniskt träningscentrum som erbjuder en modern och pedagogisk miljö för utbildning och träning inom hälso- och sjukvård. 
Mediahuset i Falun är rustat med ljud- och radiostudio, ljudlabb, redigeringsrum och en egen biograf. 

### Historik
1982 flyttade Högskolans verksamhet i Borlänge in i Vägverkets lokaler.
Högskolan flyttade 1991 och 1992 in i nya lokaler i Borlänge respektive Falun, som kompletterades med utbyggnader 1994, och 1997 kompletterades högskolan med ny utbyggnad i Falun. 
År 1994 flyttade Vårdhögskolan in i högskolans lokaler i Falun, och 2000 övertog Högskolan Dalarna helt huvudmannaskapet för Vårdhögskolan.

## Organisation

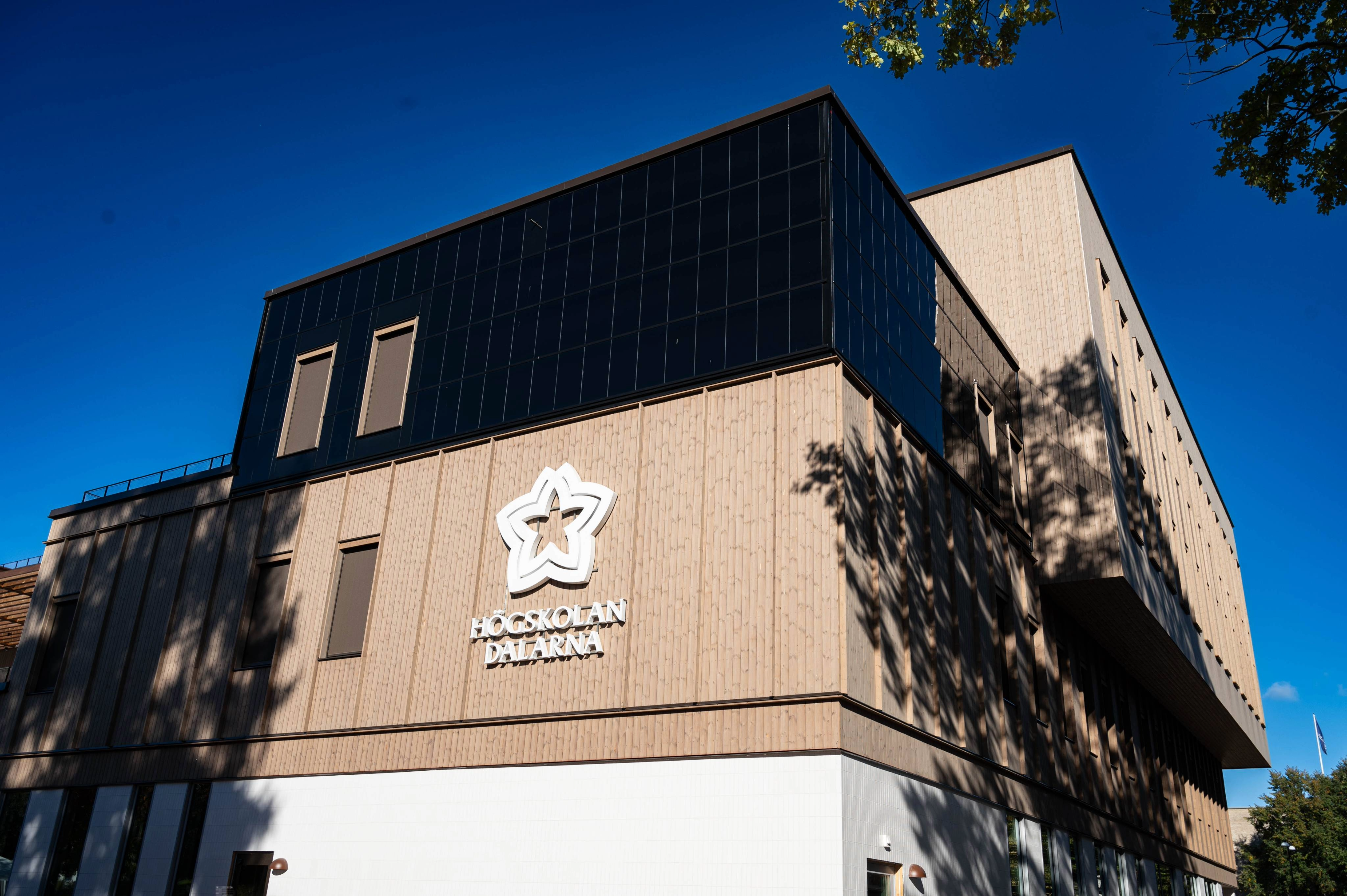
Campus Borlänge

Högskolan Dalarnas utbildningar är uppdelade på fyra institutioner:
- Institutionen för kultur och samhälle
- Institutionen för hälsa och välfärd
- Institutionen för språk, litteratur och lärande
- Institutionen för information och teknik

Viss del av högskolans forskning och samverkan har samlats i mindre enheter, bland annat:
Forskningscentrum:
- Centrum för besöksnäringsforkning, (CeTLeR)
- Centrum för hållbar energiforskning, (SERC)
- Kunskapsimplementering och patientsäkerhet, (KIPS)

samt
- Interkulturellt utvecklingscentrum Dalarna, (IKUD)
- Kunskapscentrum för Kommunal Hälso- och Sjukvård,(KKHS)
- Pedagogiskt utvecklingscentrum Dalarna, (PUD)
- Socialtjänstens utvecklingscentrum Dalarna, (SUD)
- Tema arbetsliv.

## Rektorer
| Namn                   | Från | TIll |
| ---------------------- | ---- | ---- |
| Jörgen Elbe            | 2024 |      |
| Martin Norsell         | 2018 | 2023 |
| Marita Hilliges        | 2010 | 2017 |
| Agneta Stark           | 2004 | 2010 |
| Leif Borgert           | 1997 | 2003 |
| Anders Marelius        | 1995 | 1997 |
| Clas Wahlbin           | 1993 | 1994 |
| Peje Michaelsson       | 1991 | 1993 |
| Birger Christoffersson | 1980 | 1991 |
| Hans-Lennart Lundh     | 1977 | 1980 |

## Utbildning och examina
Högskolan Dalarna erbjuder 70 utbildningsprogram, varav 22 är på avancerad nivå, och 1 071 kurser.
Examinationsrätt finns i yrkesexamen, högskoleexamen och kandidatexamen på grundnivå och yrkesexamen, magisterexamen och masterexamen på avancerad nivå. Yrkesexamina ges i för barnmorska, högskoleingenjör, lärare, sjuksköterska, socionom och specialistsjuksköterska.

## Forskning

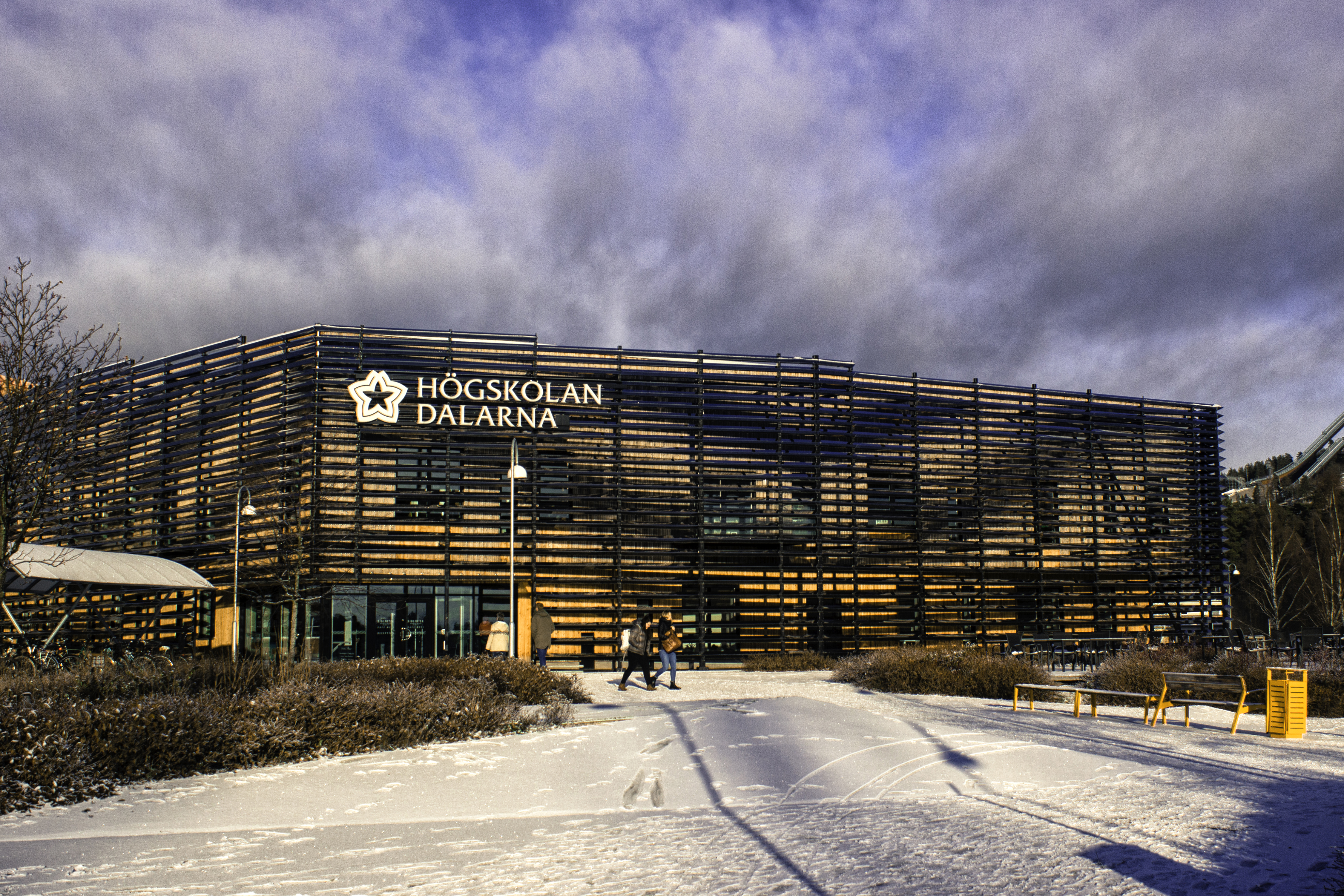
Högskolebiblioteket i Falun

Forskningen är i huvudsak tillämpad, bedrivs i samverkan med näringsliv och andra aktörer och är på vissa områden nationellt ledande.

Högskolan Dalarna har fyra forskarutbildningar:
- Hälsa och välfärd med inriktning evidensbaserad praktik
- Mikrodataanalys
- Pedagogiskt arbete
- Resurseffektiv byggd miljö

## Uppdrag, vision och värdegrund
- Uppdrag – Vi samskapar bildning, utbildning och forskning i Dalarna och i världen.
- Vision – Vi skapar öppna vägar till kunskap för ett gott samhälle.
- Värdegrund – Öppenhet, mod och ansvar.

## Kårverksamhet
Dalarnas studentkår är en sammanslagen studentkår av de tidigare lokala studentkårerna i Falun och Borlänge. Falu studentkårs kårhus Studenternas hus Kåre stod färdigt 2006 och rymmer expedition, disco och pub. Borlänge studentkårs nya kårhus Tenoren stod färdigt hösten 2004 och rymmer en restaurang och pub, tidigare har det även funnits ett disco. Innan Tenoren byggdes låg kåren på våning 2 i Kupolen där bl.a. Wayne's Coffee huserar idag. Dalarnas studentkår har även expedition och kontor i Högskolan Dalarnas lokaler på Campus Borlänge.